# Kurt Tetzeli von Rosador
Kurt Tetzeli von Rosador (* 31. August 1940 in Wien; † 30. Januar 2009 in Münster) war ein deutscher Anglist, Übersetzer und Schriftsteller.

## Leben

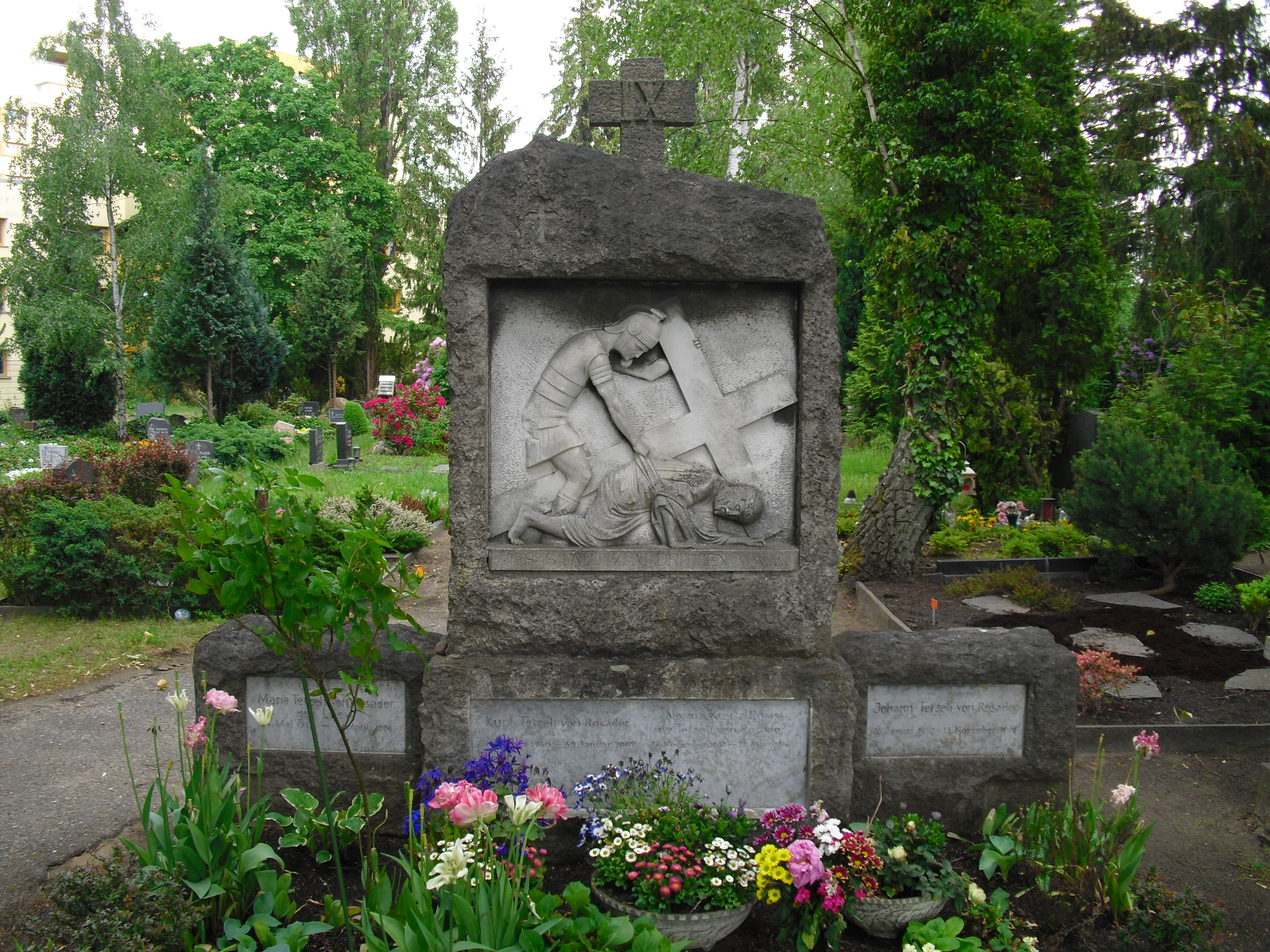
Grab von Kurt Tetzeli von Rosador auf dem Friedhof der St.-Matthias-Gemeinde (Berlin-Tempelhof) in der Kreuzwegstation 9 Jesus fällt zum dritten Mal unter das Kreuz

Kurt Tetzeli von Rosador wurde 1968 an der Universität Heidelberg zum Dr. phil. promoviert. 1974 habilitierte er sich an der Universität Bonn. Ab 1976 lehrte er als ordentlicher Professor an der Universität Münster. 2001 ging er in den Ruhestand.
Von 1999 bis 2003 (Jgg. 136–139) verantwortete er zusammen mit Sabine Schülting für die Deutsche Shakespeare-Gesellschaft die Gesamtredaktion der umfänglichen Sparte „Bücherschau“ in deren Jahrbuch.
Kurt Tetzeli von Rosador war der Schwiegersohn von Georg Lanzenstiel. Er starb 2009 im Alter von 68 Jahren in Münster. Sein Grab befindet sich auf dem Friedhof der St.-Matthias-Gemeinde in Berlin.

## Veröffentlichungen

### Aufsätze (Auswahl)
- William Shakespeare: The Comedy of Errors. Englisch-Deutsche Studienausgabe. Deutsche Prosafassung, Anmerkungen, Einleitung und Kommentar von Kurt Tetzeli von Rosador. Stauffenburg, Tübingen 1982, ISBN 978-3-86057-543-7
- Great Expectations: David Lean's Visualizations of Dickensian Spaces. Anglistentag 2002 Bayreuth, Proceedings. Ed. Ewald Mengel, Hans-Jörg Schmidt, Michael Steppat. Wissenschaftlicher Verlag Trier, 2003, S. 307–317
- Begetters Only: Zu Autorschaft und Autoritäten. Jahrbuch, Deutsche Shakespeare-Gesellschaft, 139, 2003, S. 52–70
- Schönheit rechnet sich: Überlegungen zum Verhältnis von Schönem und Digitalem. In: Von schönen und anderen Geschlechtern: Schönheit in den Gender-Studies. Ed. genus - Münsteraner Arbeitskreis für Gender Studies. Peter Lang, Bern 2004, S. 51–72
- The Semantic Battle for Ownership in Thomas Heywood's "If You Know Not Me." in Realigning the Renaissance: Intrusion and Adjustment on the Early Modern Stage. Hgg. Stephan Laqué, Enno Ruge. Wissenschaftlicher Verlag Trier, 2004, S. 33–48

### Rezensionen (Auswahl)
- Ann Rosalind Jones, Peter Stallybrass, Renaissance Clothing and the Materials of Memory. Cambridge Studies in Renaissance Literature and Culture. Cambridge University Press, 2000. Jahrbuch der Deutschen Shakespeare-Gesellschaft 139, 2003, S. 302–304
- Alf Mentzer. Die Blindheit der Texte: Studien zur literarischen Raumerfahrung. Anglistische Forschungen, 293. Winter, Heidelberg 2000Anglia 121 (2003). 659-62.
- "Mind the Gap? Shakespeare und die Populärkultur": Richard Burt, ed. Shakespeare after Mass Media. Palgrave, London 2002
- Graham Holderness. Visual Shakespeare: Essays in Film and Television. University of Hertfordshire Press, Hatfield 2002
- Douglas Lanier. Shakespeare and Modern Popular Culture. Oxford Shakespeare Topics. Oxford University Press, 2002
- Courtney Lehmann. Shakespeare Remains: Theater to Film, Early Modern to Postmodern. Cornell University Press, 2002
- Courtney Lehmann / Lisa S. Starks, eds. Spectacular Shakespeare: Critical Theory and Popular Cinema. Madison / Teaneck: Fairleigh Dickinson University Press, 2002.
- Richard W. Schoch. Not Shakespeare: Bardolatry and Burlesque in the Nineteenth Century. Cambridge University Press, 2002, in Jahrbuch der Deutschen Shakespeare-Gesellschaft 140, 2004, S. 274–279
- Konrad Gross, Wolfgang Kloß, Reingard M. Nischik Hgg., Kanadische Literaturgeschichte. Metzler, Stuttgart 2005. Rezension: Oh, wie weit ist Kanada. Bieder, trocken, herablassend. Eine Landesliteraturgeschichte. In FAZ, 21. Juni 2006

### Herausgaben und Übersetzungen (Auswahl)
- Henry Mayhew: Die Armen von London. Übers. Doris Feldmann, Thomas Kestermann, Sabine Niewalda, Dirk Quaschnowitz, Oliver Rachner, Kurt Tetzeli von Rosador. Die Andere Bibliothek, 137, Hg. Hans Magnus Enzensberger. Eichborn, Frankfurt 1996
- Der König des Goldenen Flusses: Fünf englische Märchen von armen und reichen Leuten. Übers., Hgg. und Nachw. Doris Feldmann, Kurt Tetzeli von Rosador. dtv, München 1995
- Queen Victoria. Ein biographisches Lesebuch. Hgg. Kurt Tetzeli v. Rosador, Arndt Mersmann. Deutscher Taschenbuchverlag dtv, München 2000, ISBN 3-423-12846-1

### Bücher (Auswahl)
- Magie im elisabethanischen Drama. Diss. phil. Universität Heidelberg, 16. Dezember 1968
- Druckausgabe: Magie im elisabethanischen Drama. Archiv für das Studium der neueren Sprachen und Literaturen, Beiheft 5. Westermann, Braunschweig 1970
- Das englische Geschichtsdrama seit Shaw. Anglistische Forschungen, 112. Winter, Heidelberg 1976  Inhaltsverzeichnis bei Deutsche Nationalbibliothek

## Notizen
1. ↑  Todesanzeige in Westfälische Nachrichten, Zeitung für Münster, 3. Februar 2009
2. ↑  Kurt Tetzeli von Rosador. In: Kürschners Deutscher Gelehrten-Kalender Online. degruyter.com, abgerufen am 22. Oktober 2023 (Begründet von Joseph Kürschner, ständig aktualisierte zugangsbeschränkte Onlineausgabe).

| Personendaten    | Personendaten                                    |
| ---------------- | ------------------------------------------------ |
| NAME             | Tetzeli von Rosador, Kurt                        |
| KURZBESCHREIBUNG | deutscher Anglist, Übersetzer und Schriftsteller |
| GEBURTSDATUM     | 31. August 1940                                  |
| GEBURTSORT       | Wien                                             |
| STERBEDATUM      | 30. Januar 2009                                  |
| STERBEORT        | Münster                                          |